# Полянув (гміна)
Гміна Полянув (пол. Gmina Polanów) — місько-сільська гміна у північно-західній Польщі. Належить до Кошалінського повіту Західнопоморського воєводства.
Станом на 31 грудня 2011 у гміні проживало 9183 особи.

## Територія
Згідно з даними за 2007 рік площа гміни становила 393.08 км², у тому числі:
- орні землі: 37.00%
- ліси: 55.00%

Таким чином, площа гміни становить 23.55% площі повіту.

## Населення
Станом на 31 грудня 2011:
| Опис     | Загалом | Загалом | Чоловіки | Чоловіки | Жінки | Жінки |
| -------- | ------- | ------- | -------- | -------- | ----- | ----- |
| одиниця  | осіб    | %       | осіб     | %        | осіб  | %     |
| все      | 9183    | 100     | 4634     | 50.46    | 4549  | 49.54 |
| міське   | 3065    | 100     | 1548     | 50.51    | 1517  | 49.49 |
| сільське | 6118    | 100     | 3086     | 50.44    | 3032  | 49.56 |

## Сусідні гміни
Гміна Полянув межує з такими гмінами: Білий Бур, Боболіце, Кемпіце, Малехово, Маново, Мястко, Славно, Сянув.